# 愛がもう少し欲しいよ
「愛がもう少し欲しいよ」（あいがもうすこしほしいよ）は、trfの3枚目のシングル。1993年11月21日にavex traxから発売された。

## 解説
- CD自体は2曲目の「Xmas dance wiz U」と併せて両A面シングルの作りとなっているが、本項では公式サイトに準じた形で記載する。
- シングル「Silver and Gold dance」と同時発売。プロモーションでは本作と「Silver and Gold dance」、同年12月発売の「寒い夜だから…」の3作品をまとめて「trf 3部作」と銘打たれていた。

- 「女性ボーカルを如何にゴージャスにミックスダウンするか」をテーマにした[1]。

## 収録曲
| 全作詞・作曲: 小室哲哉。 |                                         |                    |            |                      |      |
| #                        | タイトル                                | 作詞               | 作曲・編曲 | 編曲                 | 時間 |
| 1.                       | 「愛がもう少し欲しいよ (ORIGINAL MIX)」 | 小室哲哉           | 小室哲哉   | 小室哲哉・久保こーじ | 5:12 |
| 2.                       | 「Xmas dance wiz U (ORIGINAL MIX)」     | 小室哲哉           | 小室哲哉   | 小室哲哉             | 4:49 |
| 3.                       | 「愛がもう少し欲しいよ (INSTRUMENTAL)」 | 小室哲哉・SUZI KIM | 小室哲哉   |                      | 5:12 |
| 4.                       | 「Xmas dance wiz U (INSTRUMENTAL)」     | 小室哲哉           | 小室哲哉   |                      | 4:49 |
| 合計時間:                | 合計時間:                               | 合計時間:          | 20:02      |                      |      |

## 楽曲解説
1. 愛がもう少し欲しいよ
  - 日本テレビ系「吉本印天然素材」エンディング・テーマ曲。
  - 後にアルバム『WORLD GROOVE』にシングル・ヴァージョンで収録。
  - DJ KOOは「元気一発なノリで済まさず、かといって優しすぎてもクサくなってしまう歌だったから、歌入れに苦労した」と語っている[2]。
2. Xmas dance wiz U
  - ワイルドブルーヨコハマCMソング。
  - 後にアルバム『BRAND NEW TOMORROW』にヴァージョン違いで収録されたが、本作のヴァージョンは2024年現在もベスト盤含め一切のアルバムに収録されていない。

## 収録アルバム
愛がもう少し欲しいよ
- 『WORLD GROOVE』
- 『WORKS -THE BEST OF TRF-』
- 『TRF 20TH Anniversary COMPLETE SINGLE BEST』

Xmas dance wiz U
- 『BRAND NEW TOMORROW』
※ 「HAPPY NEW YEAR」ヴァージョンとして収録。